# Colchicum alpinum
Colchicum alpinum là một loài thực vật có hoa trong họ Colchicaceae. Loài này được DC. miêu tả khoa học đầu tiên năm 1805.